# Satyrium dejeani
Satyrium dejeani is een vlinder uit de familie van de Lycaenidae. De wetenschappelijke naam van de soort werd als Strymon dejeani in 1939 gepubliceerd door Riley.